# 哈普尔格
哈普尔格是德国巴伐利亚州的一个市镇。总面积42.59平方公里，总人口3647人，其中男性1790人，女性1857人（2011年12月31日），人口密度86人/平方公里。